# Soledad Ortega Spottorno
Soledad Ortega Spottorno, née à Madrid le 12 mars 1914 et morte le 19 novembre 2007 dans la même ville, est une éditrice et intellectuelle espagnole. Elle participe à la création de la Fondation José Ortega y Gasset. Elle est présidente de l'Asociación Española de Mujeres Universitarias.

## Biographie
Soledad Ortega Spottorno est la fille de José Ortega y Gasset et de Rosa Spottorno Topete (es). Son frère, José Ortega Spottorno, est journaliste, fondateur du quotidien El País en 1976. Elle fait des études de philosophie et de lettres dans le département d'histoire médiévale de l'université de Madrid, où elle obtient son diplôme en 1936. Elle s'exile en France dès le début de la Guerre d'Espagne puis vit à Buenos Aires. Elle rentre en Espagne en 1940 et fonde à Madrid une académie de préparation aux études universitaires où elle enseigne la géographie et l'histoire jusqu'en 1942. Elle reprend en 1956, avec son frère José, la publication de la Revista de Occidente fondée par leur père José Ortega y Gasset, elle en est directrice éditoriale de 1973 à 1977. Elle s'occupe des archives de son père, et préside l'Asociación Española de Mujeres Universitarias[Quand ?]. 
En 1978, elle crée avec son fils José Varela Ortega la Fondation José Ortega y Gasset, dont elle est présidente jusqu'en 1993. Elle préside l'Institut de recherche José Ortega y Gasset créé en 1987. Son fils, José Varela Ortega, est historien, directeur de la Revista de Occidente et président de la fondation.
Elle meurt à Madrid le 19 novembre 2007 à 93 ans.

## Œuvres
- Cartas a Galdós (Madrid, 1964)
- Imágenes de una vida (Madrid, 1983)
- Cartas de un joven español (1991).